# Trevor Crabb
Trevor Crabb (ur. 15 września 1989 w Honolulu) – amerykański siatkarz plażowy.
Trevor w college'u grał w koszykówkę w drużynie Puget Sound, z którym awansował do Trzeciej Dywizji. 
Ma brata Taylora, który również jest siatkarzem plażowym. Jego matka Paula była gimnastyczką na Southern Connecticut University, a jego wujek, Tony był asystentem trenera reprezentacji USA w 1984 roku w piłce siatkowej, która zdobyła złoty medal olimpijski w Los Angeles. 
Trevor zadebiutował w siatkówce plażowej w 2011 roku grając ze swoim bratem. W 2019 roku na Mistrzostwach Świata zajął czwarte miejsce grając z Tri Bournem.